# Подводные лодки проекта 885 «Ясень»
Подводные лодки проекта 885 «Ясень» — серия российских многоцелевых атомных подводных лодок с крылатыми ракетами 4-го поколения.
Головной атомный подводный крейсер базового проекта 885 (08850) «Ясень» К-560 «Северодвинск» в 2014 году вошёл в состав Северного флота ВС России, следующие корабли строятся по модернизированному проекту 885М (08851) «Ясень-М». Всего запланировано строительство 10 кораблей (1 «Ясень» и 9 «Ясень-М»), на март 2025 года построено пять кораблей, четыре строятся, запланировано строительство ещё двух.

## История
Одной из особенностей советских и российских подводных сил являлось использование десятков различных типов и модификаций подводных лодок, что значительно затрудняло и удорожало их эксплуатацию и судоремонт, поэтому подводные лодки проекта 885 «Ясень» станут, согласно планам модернизации российского подводного флота, одним из четырёх типов подводных лодок, принятых на вооружение.
Создание облика АПЛ четвёртого поколения началось ещё в 1977 году. На смену сразу нескольким типам лодок (ПЛАТ, МПЛАТРК, противоавианосные ПЛАРК) планировалось создать единую многоцелевую лодку, способную решать максимально широкий круг задач. Проектировщиком нового типа субмарин стало Ленинградское конструкторское бюро «Малахит», уже имевшее опыт создания проектов многоцелевых подводных лодок. Главным конструктором стал В. Н. Пялов. «Ясень» разрабатывался на базе проектов 705(К) «Лира», 971 «Щука-Б» и призван заменить как их, так и проект 949А «Антей». В проекте 885 «Ясень» использованы многие технические решения, ранее не применявшиеся в отечественном подводном судостроении.
Изначально планировалась постройка серии из 30 субмарин.
По данным на апрель 2015 года, ВМФ России до 2023 года намеревался получить 1 «Ясень» и 6 «Ясень-М». В июне 2019 года на форуме «Армия-2019» было объявлено о подписании контракта Министерства обороны РФ и Объединённой судостроительной корпорации (ОСК) на строительство ещё 2 подлодок проекта «Ясень-М» в дополнение к уже 7 АПЛ заложенным.
27 марта 2025 года президент РФ Владимир Путин дал старт спуску на воду новой АПЛ «Пермь», ставшей пятой по счету и четвертой серийной подводной лодкой проекта «Ясень», а также первой многоцелевой ПЛ, вооруженной гиперзвуковыми ракетами «Циркон». 

## Конструкция

Принципиальная схема лодки 885 проекта.

Лодка имеет полуторакорпусную конструкцию с лёгким корпусом только в носу и с надстройкой в районе ракетных шахт. Материал корпуса — маломагнитная сталь. На корпус нанесено резиновое покрытие, снижающее шумность лодки, а также уменьшающее отражение сигналов гидролокаторов. В носовой части базового проекта 885 «Ясень» размещён гидроакустический комплекс МГК-600 «Иртыш-Амфора» с габаритной сферической антенной. Проект 885М «Ясень-М» оснащён гидроакустическим комплексом «Аякс» с дополнительными антеннами по всему корпусу АПЛ. Занявшая всю носовую часть антенна не позволила традиционно расположить в носу торпедные аппараты, что является одной из наиболее заметных отличительных особенностей проекта. Для создания более оптимальных условий для работы гидроакустического комплекса торпедные аппараты вынесены из носовой оконечности и расположены под углом к диаметральной плоскости. В носовой оконечности расположена сферическая антенна ГАК большого диаметра. Установка вертикального пуска универсального корабельного стрельбового комплекса (УКСК) 3Р-14В расположена в 2 ряда по 4 шахты (диаметром по 2 метра каждая) вдоль бортов в корпусе подлодки за ограждением выдвижных устройств. Поэтому подлодка 885 «Ясень» из-за добавленных шахт для ракет с ячейками УКСК, а также переноса торпедного отсека из носовой оконечности и новой более габаритной сферической антенны ГАК большого диаметра, имеет большую длину 139 м (130 м «Ясень-М»), чем у подлодки предыдущего 3-го поколения проекта 971 «Щука-Б» (113,3 м).
Интеграция систем корабля осуществляется при помощи боевой информационно-управляющей системы (БИУС) «Округ».
Спасательная камера на подлодке 885 «Ясень» одна, в ней может поместиться весь экипаж — 90 человек (64 человека «Ясень-М»).

### Главная энергетическая установка идвижитель
Применение атомного реактора нового поколения позволит повысить надёжность работы энергосистемы корабля. Атомный реактор выполнен по новой технологии, при которой трубопроводы теплоносителя первого контура размещены в корпусе реактора, что значительно снижает вероятность аварий и радиоактивного облучения экипажа. Специально для лодок этого проекта создана уникальная многоцелевая информационно-управляющая система контроля уровня радиоактивного излучения атомного реактора и оповещения экипажа о его превышении. Срок службы ядерного реактора 4-го поколения КТП-6-185СП у АПЛ «Ясень-М» без перезарядки составляет около 25 — 30 лет, что практически сравнимо со сроком службы (не считая ремонтов) самой субмарины.
Энергетическая система выполнена по одновальной схеме, в качестве движителя применён малошумный гребной винт, хотя в 2000 году в СМИ публиковалась схема проекта с водомётом.
Для снижения шумности на малых скоростях движения используется гребной электродвигатель; главный турбозубчатый агрегат напрямую подключается через муфту только на высокоскоростных режимах.
Подводные лодки оборудованы информационно-управляющей системой многоцелевого назначения (ИУС МН) — многопроцессорной системой с трёхуровневой структурой построения, которая предназначена для фиксации радиоактивного фона и предупреждения аварийной ситуации на судне. Благодаря ИУС МН экипаж подводной лодки своевременно получает сигналы об угрозах и имеет возможность для принятия необходимых мер. В систему входят: устройства детектирования, блоки питания, реле расхода воздуха, комплект запасных частей и инструментов. ИУС МН осуществляет непрерывный автоматический дистанционный контроль радиационно-химической обстановки, а также позволяет прогнозировать дозы радиоактивного излучения и время пребывания членов экипажа в аварийных зонах. Кроме того, система представляет информацию о состоянии контролируемого объекта, выдаёт рекомендации по принятию решений, а также проводит постоянную самодиагностику в автоматическом режиме.

### Вооружение
На подлодках проектов 885 «Ясень» и 885М «Ясень-М» 10 торпедных аппаратов калибра 533 мм, расположенных под углом побортно в районе ограждения выдвижных устройств, а за ограждением находятся 8 вертикальных ракетных шахт (на фото принятия во флот проекта 885М «Ясень-М» АПЛ «Казань» видно 4 из 8 крышки шахт), в каждой из которых размещается по 4 крылатые ракеты 3М55 «Оникс», 3М22 «Циркон» или по 5 крылатых ракет меньшего диаметра 3М14 «Калибр». Возможность комбинировать ракетное вооружение даёт гибкость в выполнении широкого набора боевых задач: от борьбы с субмаринами и поражения стационарных наземных целей, до уничтожения всех типов надводных кораблей противника крылатыми ракетами «Калибр», «Оникс», «Циркон». По заявлению гендиректора предприятия проектировщика субмарины конструкторского бюро «Малахит» Владимира Дорофеева, многоцелевая атомная подводная лодка проекта 885 «Ясень» способна применять все находящиеся на вооружении ВМФ РФ крылатые ракеты морского базирования. АПЛ «Ясень-М» также будет применять перспективные крылатые ракеты 3М22 «Циркон», в августе 2023 года гендиректор Объединенной судостроительной корпорации Алексей Рахманов сообщил, что уже ведётся работа по оснащению подводных лодок проекта «Ясень-М» этими ракетами на постоянной основе.

## Представители проекта
Головная подводная лодка проекта — К-560 «Северодвинск» - была заложена 23 декабря 1993 года на «Севмаше» по базовому проекту 885 «Ясень». В 1996 году строительство АПЛ было остановлено. Работы возобновились приблизительно в 2004 году уже по доработанному проекту. 15 июня 2010 года лодка была выведена из эллинга и 24 июня спущена на воду. 12 сентября 2011 года лодка впервые вышла в море на заводские испытания. Заводские испытания и доработка лодки заняли три года. Сроки сдачи неоднократно переносились. Попутно дорабатывались и испытывались ракетные комплексы «Оникс» и «Калибр», что тоже повлияло на сроки. 10 октября 2013 года лодка успешно завершила заводские испытания и 5 ноября 2013 была передана на государственные испытания. 30 декабря был подписан приёмный акт. Лодка была передана ВМФ в опытную эксплуатацию. 17 июня 2014 года принята в состав ВМФ России.19 марта 2016 года завершена опытная эксплуатация. Вторая подводная лодка — К-561 «Казань» была заложена 24 июля 2009 года по модернизированному проекту 885М «Ясень-М». От базового проекта 885 «Ясень», проект 885М «Ясень-М» отличается уменьшенной длиной на 9 метров, вооружение осталось прежнее 8 шахт для ракет «Оникс», «Циркон», «Калибр» и 10 ТА, а также устанавливаемым обновлённым оборудованием, оптимизированными обводами и дальнейшим уменьшением шумности. Помимо дальнейшего улучшения характеристик, важным аспектом проекта «Ясень-М» является отказ от использования поставщиков оборудования из стран бывшего СССР: корабль строится силами исключительно российских предприятий. Спущена на воду 31 марта 2017 года. Лодка должна была быть передана флоту не ранее конца 2020 года, 7 мая 2021 года включена в состав ВМФ России. К-573 «Новосибирск» была заложена 26 июля 2013 года по модернизированному проекту 885 «Ясень-М». Спущена на воду 25 декабря 2019 года. Ввод в строй в конце 2021 года. К-571 «Красноярск» была заложена 27 июля 2014 года. К-564 «Архангельск» была заложена 19 марта 2015 года. «Пермь» была заложена 29 июля 2016 года. «Ульяновск» была заложена 28 июля 2017 года. «Воронеж» и «Владивосток» были заложены 20 июля 2020 года.
| Название             | Проект | Зав. № | Закладка    | Спуск      | Начало испытаний | Вступление в строй | Флот | Состояние                                                 | Примечания                                                                             |
| -------------------- | ------ | ------ | ----------- | ---------- | ---------------- | ------------------ | ---- | --------------------------------------------------------- | -------------------------------------------------------------------------------------- |
| К-560 «Северодвинск» | 885    | 160    | 21.12.1993  | 15.06.2010 | 12.09.2011       | 17.06.2014         | СФ   | В строю                                                   | В составе 11-й ДиПЛ СФ                                                                 |
| К-561 «Казань»       | 885М   | 161    | 24.07.2009  | 31.03.2017 | 25.09.2018       | 07.05.2021         | СФ   | В строю                                                   | В составе 11-й ДиПЛ СФ                                                                 |
| К-573 «Новосибирск»  | 885М   | 162    | 26.07.2013  | 25.12.2019 | 02.07.2021       | 21.12.2021         | ТОФ  | В строю                                                   | В составе 10-й ДиПЛ ТОФ                                                                |
| К-571 «Красноярск»   | 885М   | 163    | 27.07.2014  | 30.07.2021 | 26.06.2022       | 11.12.2023         | ТОФ  | В строю                                                   | В составе 10-й ДиПЛ ТОФ                                                                |
| К-564 «Архангельск»  | 885М   | 164    | 19.03.2015  | 29.11.2023 | 11.06.2024       | 27.12.2024         | СФ   | В строю                                                   | В составе 11-й ДиПЛ СФ                                                                 |
| «Пермь»              | 885М   | 165    | 29.07.2016  | 27.03.2025 |                  | 2026 (план)        | ТОФ  | Достраивается на плаву, готовится к швартовным испытаниям |                                                                                        |
| «Ульяновск»          | 885М   | 166    | 28.07.2017  |            |                  | 2023-2024 (план)   | СФ   | Строится                                                  | Строится по проекту 885М «Ясень-М», хотя в прессе встречались упоминания проекта 09853 |
| «Воронеж»            | 885М   | 167    | 20.07.2020  |            |                  | до 2027 (план)     | СФ   | Строится                                                  |                                                                                        |
| «Владивосток»        | 885М   | 168    | 20.07.2020  |            |                  | до 2027 (план)     | ТОФ  | Строится                                                  |                                                                                        |
| «Братск»             | 885М   |        | 2025 (план) |            |                  |                    | ТОФ  | Планируется закладка                                      |                                                                                        |

Цвета таблицы:

 Зелёный  — в составе ВМФ/ опытной эксплуатации

 Белый  — не достроен

## Сравнительная оценка
Американскими аналогами АПЛ «Ясень» являются многоцелевые субмарины классов «Сивулф» и «Вирджиния». Российские и зарубежные эксперты чаще сравнивают «Ясень» с «Сивулфом», не отдавая явного предпочтения одной из лодок. Бесшумность «Ясеня» ожидается сравнимой с «Вирджинией» или «Сивулфом», но «Ясень» предназначен для более широкого круга задач. По функциям «Ясень» частично будет соответствовать также американским подводным лодкам «Огайо», переоборудованным под вооружение крылатыми ракетами.
|                             | «Сивулф»          | «Ясень»             | «Вирджиния»      | «Астьют»      | «Сюффрен»     |
| --------------------------- | ----------------- | ------------------- | ---------------- | ------------- | ------------- |
| Внешний вид                 |                   |                     |                  |               |               |
| Годы постройки              | 1989 год—2004 год | 2009 год—н.в.       | 1999 год—н.в.    | 2001 год—н.в. | 2007 год—н.в. |
| Годы службы                 | 1997 год—н.в.     | 2014 год—н.в.       | 2004 год—н.в.    | 2010 год—н.в. | 2020 год—н.в. |
| Построено                   | 3                 | 6 (10 план)         | 25 (66 план)     | 5 (7 план)    | 2 (6 план)    |
| Водоизмещение надводное (т) | 7460              | 8600                | 7080             | 6500          | 4755          |
| Водоизмещение подводное (т) | 9130              | 13 800              | 7925             | 7800          | 5300          |
| Количество ТА / ПУ ракет    | 8 (50) / —        | 10 (30) / 8 (32—40) | 4 (25) / 12 (12) | 6 (38) / —    | 4 (20) / —    |